# Motomondiale 1977
La stagione 1977 è stata la ventinovesima del Motomondiale; in questa stagione i gran premi furono 13, grazie all'ingresso del GP del Venezuela, prima gara del Mondiale dalla stagione '67 a svolgersi al di fuori dell'Europa.
Solo in due GP si disputarono le gare di tutte le classi e nessuna delle classi fu presente in tutti i gran premi in calendario.

## Il contesto
La stagione fu segnata da due novità:
- un nuovo sistema di punteggio, che prendeva in considerazione tutti i risultati ottenuti, escludendo la precedente "regola degli scarti";
- l'ingresso della classe 750, denominata Formula 750. Le gare di questa categoria venivano disputate con un calendario diverso dai GP tradizionali e non sempre sugli stessi circuiti.

In 500, secondo titolo consecutivo per Barry Sheene e la Suzuki, davanti alla Yamaha dello statunitense, Campione del Mondo della 750, Steve Baker. Nella classe 350, l'iride andò a Takazumi Katayama, primo giapponese a conquistare il titolo di Campione del Mondo, in sella ad una Yamaha a tre cilindri costruita dalla filiale europea della Casa giapponese, su iniziativa di Kent Andersson e dell'ex sidecarista Rudi Kurth.
Doppietta per la Morbidelli in 125 e 250: se Pier Paolo Bianchi nella ottavo di litro ebbe vita facile (7 vittorie su 12 gare), nella quarto di litro il titolo andò sorprendentemente a Mario Lega, che riuscì a conquistare il titolo nonostante un solo GP vinto (quello di Jugoslavia), approfittando della rivalità all'interno del team Harley-Davidson tra Walter Villa, campione uscente, e Franco Uncini. Lega, inoltre, fu il primo pilota a vincere un titolo con due moto diverse (in Venezuela era in sella ad una Yamaha TZ privata). Nella 50, terzo titolo consecutivo per Ángel Nieto. Nei sidecar, l'inglese George O'Dell conquistò il titolo senza vincere nemmeno una gara, puntando sulla regolarità dei piazzamenti (sulle sette gare della stagione, arrivò due volte secondo e quattro volte terzo).
La stagione fu segnata da un terribile incidente al GP d’Austria: durante la gara della 350 lo svizzero Hans Stadelmann perse la vita, mentre Johnny Cecotto, Patrick Fernandez, Dieter Braun e Franco Uncini si ferirono gravemente. L'incidente portò i piloti della 500 a un clamoroso sciopero. Anche il GP di Jugoslavia fu funestato da due morti: l'italiano Giovanni Ziggiotto nelle prove della 250 e l'elvetico Ulrich Graf nella gara della 50 (che aveva vinto l'anno precedente).
È il primo anno nel quale il Tourist Trophy venne escluso dal calendario a causa della pericolosità del tracciato, sostituito dal GP di Gran Bretagna, svoltosi a Silverstone (per compensare il TT della perdita dello status di prova del Mondiale, la FIM organizzerà un nuovo campionato, la Formula TT); al termine della stagione, inoltre, Agostini si ritirò dalle competizioni motociclistiche.
Una singolarità riguarda il terzo classificato al GP del Venezuela della 125, Ivan Palazzese, poco più che quindicenne: per correre aveva dovuto mentire sull'età. Il suo record di precocità sarà battuto vent'anni dopo da Marco Melandri.

## Il calendario
| Data Resoconto      | Gran Premio (Circuito)                     | Vincitori          | Vincitori          | Vincitori         | Vincitori         | Vincitori      | Vincitori                         |
| Data Resoconto      | Gran Premio (Circuito)                     | classe 50          | classe 125         | classe 250        | classe 350        | classe 500     | sidecar                           |
| 20 marzo Resoconto  | Gran Premio del Venezuela (San Carlos)     |                    | Ángel Nieto        | Walter Villa      | Johnny Cecotto    | Barry Sheene   |                                   |
| 1º maggio Resoconto | GP d'Austria (Salisburgo)                  |                    | Eugenio Lazzarini  |                   | Gara interrotta   | Jack Findlay   | Rolf Biland Kenneth Williams      |
| 28 aprile Resoconto | GP della Germania Ovest (Hockenheimring)   | Herbert Rittberger | Pier Paolo Bianchi | Christian Sarron  | Takazumi Katayama | Barry Sheene   | Rolf Biland Kenneth Williams      |
| 15 maggio Resoconto | GP delle Nazioni (Imola)                   | Eugenio Lazzarini  | Pier Paolo Bianchi | Franco Uncini     | Alan North        | Barry Sheene   |                                   |
| 22 maggio Resoconto | Gran Premio di Spagna (Jarama)             | Ángel Nieto        | Pier Paolo Bianchi | Takazumi Katayama | Michel Rougerie   |                |                                   |
| 29 maggio Resoconto | GP di Francia (Paul Ricard)                |                    | Pier Paolo Bianchi | Jon Ekerold       | Takazumi Katayama | Barry Sheene   | Alain Michel Gérard Lecorre       |
| 19 giugno Resoconto | GP di Jugoslavia (Abbazia)                 | Ángel Nieto        | Pier Paolo Bianchi | Mario Lega        | Takazumi Katayama |                |                                   |
| 25 giugno Resoconto | GP d'Olanda (Assen)                        | Ángel Nieto        | Ángel Nieto        | Mick Grant        | Kork Ballington   | Wil Hartog     | Rolf Biland Kenneth Williams      |
| 3 luglio Resoconto  | GP del Belgio (Spa)                        | Eugenio Lazzarini  | Pier Paolo Bianchi | Walter Villa      |                   | Barry Sheene   | Werner Schwärzel Andreas Huber    |
| 23 luglio Resoconto | GP di Svezia (Anderstorp)                  | Ricardo Tormo      | Ángel Nieto        | Mick Grant        | Takazumi Katayama | Barry Sheene   |                                   |
| 31 luglio Resoconto | GP di Finlandia (Imatra)                   |                    | Pier Paolo Bianchi | Walter Villa      | Takazumi Katayama | Johnny Cecotto |                                   |
| 7 agosto Resoconto  | GP di Cecoslovacchia (Brno)                |                    |                    | Franco Uncini     | Johnny Cecotto    | Johnny Cecotto | Rolf Steinhausen Wolfgang Kalauch |
| 14 agosto Resoconto | Gran Premio di Gran Bretagna (Silverstone) |                    | Pierluigi Conforti | Kork Ballington   | Kork Ballington   | Pat Hennen     | Werner Schwärzel Andreas Huber    |

## Sistema di punteggio e legenda
| Pos.  | 1  | 2  | 3  | 4 | 5 | 6 | 7 | 8 | 9 | 10 | 11> |
| ----- | -- | -- | -- | - | - | - | - | - | - | -- | --- |
| Punti | 15 | 12 | 10 | 8 | 6 | 5 | 4 | 3 | 2 | 1  | 0   |

## Le classi

### Classe 500
Nelle classifiche della classe regina furono presenti motociclette di due sole marche, Suzuki e Yamaha; mentre però la prima delle due case motociclistiche continuò nella politica di affidare le proprie moto ufficiali ad un team gestito esternamente (nello specifico il britannico Heron), dopo due anni Yamaha decise di recedere dalla decisione similare e si ripresentò con un team gestito internamente e che schierava Johnny Cecotto e Steve Baker.
Entrambe le case continuarono anche a fornire a team e piloti privati le versioni "clienti" delle loro moto di punta, la Suzuki RG 500 e la Yamaha YZR 500.
Al termine della stagione, composta da 11 prove (le 500 non corsero in Spagna e in Jugoslavia, il titolo fu di Barry Sheene su Suzuki che si aggiudicò anche 6 prove. Al secondo posto, pur non avendo ottenuto alcuna vittoria, si piazzò la Yamaha di Baker, precedendo la seconda Suzuki di Pat Hennen (vincitrice in Gran Bretagna).
Uno dei favoriti alla vigilia era ovviamente Cecotto ma, coinvolto nel grave incidente in Austria, dovette rinunciare a buona parte della stagione e dovette accontentarsi del quarto posto in classifica generale e della vittoria in due gran premi.
In occasione del Gran Premio motociclistico d'Austria in cui andò in scena il boicottaggio da parte dei piloti principali, solamente 14 piloti si presentarono al via e solamente 6 giunsero all'arrivo.

Classifica piloti (prime 5 posizioni)
| Pos. | Pilota         | Moto   |   |    |     |     |    |    |    |     |   |    |     |     |     | P.ti |
| ---- | -------------- | ------ | - | -- | --- | --- | -- | -- | -- | --- | - | -- | --- | --- | --- | ---- |
| 1    | Barry Sheene   | Suzuki | 1 | NP | 1   | 1   | NE | 1  | NE | 2   | 1 | 1  | 6   |     | Rit | 107  |
| 2    | Steve Baker    | Yamaha | 2 | NP | 3   | 4   | NE | 3  | NE | 5   | 2 | 3  | 12  | Rit | 2   | 80   |
| 3    | Pat Hennen     | Suzuki | 3 | NP | 2   | Rit | NE | 10 | NE | 3   | 3 | 10 | Rit | 4   | 1   | 67   |
| 4    | Johnny Cecotto | Yamaha | 4 | NP | INF |     | NE |    | NE |     |   | 2  | 1   | 1   | Rit | 50   |
| 5    | Steve Parrish  | Suzuki | 9 | NP | 4   | 11  | NE | 6  | NE | Rit | 5 | 4  | 5   | 7   | Rit | 39   |
| Pos. | Pilota         | Moto   |   |    |     |     |    |    |    |     |   |    |     |     |     | P.ti |

| Legenda                                                                        | 1º posto        | 2º posto        | 3º posto | A punti      | Senza punti        | Grassetto=Pole position Corsivo=Giro più veloce |
| Legenda                                                                        | Gara non valida | Non qualificato | Ritirato | Squalificato | "-" Dato non disp. | Grassetto=Pole position Corsivo=Giro più veloce |
| Fonte dei dati: motogp.com, racingmemo.free.fr, autosport.com, jumpingjack.nl. |                 |                 |          |              |                    |                                                 |

### Classe 350
Come ormai ricorrente da alcuni anni, al via della 350 vi erano solo motociclette motorizzate Yamaha oltre a due Harley-Davidson ufficiali che, in questa annata non si rivelarono particolarmente competitive e la prima, guidata dall'iridato dell'anno precedente Walter Villa, giunse solo al 17º posto.
Neutralizzata e quindi annullata la prova in Austria per il grave incidente, la stagione si svolse su 11 prove (non era prevista la categoria in Belgio); il titolo fu di Takazumi Katayama con 5 vittorie che precedette Tom Herron e Jon Ekerold.
Come già nella categoria superiore, tra i vincitori delle prove appariva Johnny Cecotto che vinse in due occasioni ma non riuscì a competere per le prime posizioni della classifica generale a causa della lunga assenza per infortunio.

Classifica piloti (prime 5 posizioni)
| Pos. | Pilota            | Moto   |     |    |   |     |     |     |     |     |    |     |     |     |     | P.ti |
| ---- | ----------------- | ------ | --- | -- | - | --- | --- | --- | --- | --- | -- | --- | --- | --- | --- | ---- |
| 1    | Takazumi Katayama | Yamaha | -   | AN | 1 | 3   | 3   | 1   | 1   | Rit | NE | 1   | 1   | Rit |     | 95   |
| 2    | Tom Herron        | Yamaha | 5   | AN | 6 | Rit | Rit | 7   | 4   | 4   | NE | 6   | 4   | 2   | Rit | 56   |
| 3    | Jon Ekerold       | Yamaha | -   | AN | - | NQ  | 6   | 2   | 2   | 6   | NE | 4   | 3   | 9   | Rit | 54   |
| 4    | Michel Rougerie   | Yamaha | -   | AN | 9 | 4   | 1   | Rit | 3   | 2   | NE | Rit | Rit | 8   | Rit | 50   |
| 5    | Kork Ballington   | Yamaha | Rit | AN | - | Rit | Rit | -   | Rit | 1   | NE | 2   | 13  | 7   | 1   | 46   |
| Pos. | Pilota            | Moto   |     |    |   |     |     |     |     |     |    |     |     |     |     | P.ti |

| Legenda                                                                        | 1º posto        | 2º posto        | 3º posto | A punti      | Senza punti        | Grassetto=Pole position Corsivo=Giro più veloce |
| Legenda                                                                        | Gara non valida | Non qualificato | Ritirato | Squalificato | "-" Dato non disp. | Grassetto=Pole position Corsivo=Giro più veloce |
| Fonte dei dati: motogp.com, racingmemo.free.fr, autosport.com, jumpingjack.nl. |                 |                 |          |              |                    |                                                 |

### Classe 250
Anche nella quarto di litro il detentore del titolo 1976 Walter Villa non riuscì a ripetersi e, nonostante fosse stato il vincitore del maggior numero di GP stagionali (3), si piazzò solamente al terzo posto, preceduto, oltre che dal vincitore Mario Lega, anche dal compagno di squadra in Harley-Davidson Franco Uncini.
La Harley Davidson HDB2 si impose in 5 delle 11 prove del calendario e nell'albo d'oro dei vincitori si iscrissero anche la Morbidelli con il vincitore del titolo, la Yamaha con Christian Sarron, Kork Ballington, Jon Ekerold e Takazumi Katayama (iridato in classe 350), nonché la Kawasaki con Mick Grant che portò la KR 250 al successo in due occasioni.
Classifica piloti (prime 5 posizioni)
| Pos. | Pilota            | Moto                  |     |    |     |     |     |     |     |    |   |     |     |     |     | P.ti |
| ---- | ----------------- | --------------------- | --- | -- | --- | --- | --- | --- | --- | -- | - | --- | --- | --- | --- | ---- |
| 1    | Mario Lega        | Yamaha e Morbidelli   | 9   | NE | -   | 2   | 5   | 4   | 1   | 5  | 3 | 2   | 7   | 3   |     | 85   |
| 2    | Franco Uncini     | Bimota-HD e Bakker-HD | Rit | NE | 3   | 1   | 13  | Rit | Rit | 2  | 7 | Rit | 4   | 1   | 4   | 72   |
| 3    | Walter Villa      | Bimota-HD e Bakker-HD | 1   | NE | Rit | Rit | Rit | 23  | Rit | 4  | 1 | Rit | 1   | 2   | 9   | 67   |
| 4    | Takazumi Katayama | Yamaha                | -   | NE | Rit | 8   | 1   | 8   | 2   | 6  | 2 | 4   | Rit | Rit | Rit | 58   |
| 5    | Tom Herron        | Yamaha                | 6   | NE | 7   | 4   | 7   | 7   | 3   | 10 | 9 | 7   | 5   | 5   | Rit | 54   |
| Pos. | Pilota            | Moto                  |     |    |     |     |     |     |     |    |   |     |     |     |     | P.ti |

| Legenda                                                                        | 1º posto        | 2º posto        | 3º posto | A punti      | Senza punti        | Grassetto=Pole position Corsivo=Giro più veloce |
| Legenda                                                                        | Gara non valida | Non qualificato | Ritirato | Squalificato | "-" Dato non disp. | Grassetto=Pole position Corsivo=Giro più veloce |
| Fonte dei dati: motogp.com, racingmemo.free.fr, autosport.com, jumpingjack.nl. |                 |                 |          |              |                    |                                                 |

### Classe 125
Nella ottavo di litro, come nella classe 500, il detentore del titolo dell'anno precedente riuscì a riconfermarsi: Pier Paolo Bianchi su Morbidelli si impose in 7 delle 12 gare (le 125 non furono presenti in Cecoslovacchia), precedendo il compagno di squadra Eugenio Lazzarini e Ángel Nieto su Bultaco.
In occasione della trasferta per il Gran Premio motociclistico del Venezuela furono solo 16 i piloti al via e solo 7 di essi vennero classificati al termine della prova; non vennero così assegnati tutti i punti a disposizione.
Classifica piloti (prime 5 posizioni)
| Pos. | Pilota                 | Moto       |     |     |   |   |     |     |     |     |    |    |     |    |   | P.ti |
| ---- | ---------------------- | ---------- | --- | --- | - | - | --- | --- | --- | --- | -- | -- | --- | -- | - | ---- |
| 1    | Pier Paolo Bianchi     | Morbidelli | Rit | 2   | 1 | 1 | 1   | 1   | 1   | 9   | 1  | 2  | 1   | NE |   | 131  |
| 2    | Eugenio Lazzarini      | Morbidelli | -   | 1   | 2 | 2 | 2   | 2   | Rit | Rit | 4  | 3  | 2   | NE | 2 | 105  |
| 3    | Ángel Nieto            | Bultaco    | 1   | Rit | 6 | 5 | Rit | NQ  | 2   | 1   | 2  | 1  | Rit | NE |   | 80   |
| 4    | Jean-Louis Guignabodet | Morbidelli | -   | Rit | - | 8 | 3   | 5   | 4   | 5   | 10 | 4  | 3   | NE | 3 | 62   |
| 5    | Anton Mang             | Morbidelli | 2   | 20  | 3 | 4 | Rit | Rit | 7   | 4   | 3  | 14 | Rit | NE | 8 | 55   |
| Pos. | Pilota                 | Moto       |     |     |   |   |     |     |     |     |    |    |     |    |   | P.ti |

| Legenda                                                                        | 1º posto        | 2º posto        | 3º posto | A punti      | Senza punti        | Grassetto=Pole position Corsivo=Giro più veloce |
| Legenda                                                                        | Gara non valida | Non qualificato | Ritirato | Squalificato | "-" Dato non disp. | Grassetto=Pole position Corsivo=Giro più veloce |
| Fonte dei dati: motogp.com, racingmemo.free.fr, autosport.com, jumpingjack.nl. |                 |                 |          |              |                    |                                                 |

### Classe 50

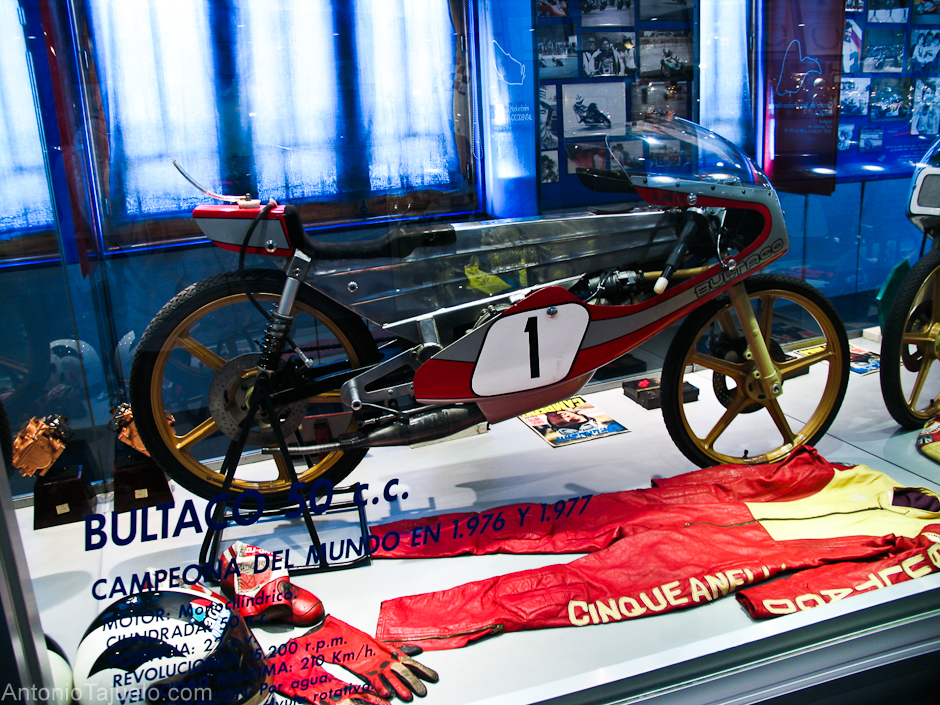
La Bultaco TSS MK2 50 che vinse il mondiale con Ángel Nieto.

Nella classe di minor cilindrata si impose un'altra volta Ángel Nieto che giunse in questo modo all'ottavo titolo in carriera e ottenne tre vittorie sulle sole 7 prove che il calendario prevedeva.
Dopo il secondo posto in classe 125, Eugenio Lazzarini su Morbidelli si ripeté con lo stesso piazzamento anche nella 50; al terzo posto un altro pilota spagnolo Ricardo Tormo su Bultaco TSS MK2 come il vincitore.
Classifica piloti (prime 5 posizioni)
| Pos. | Pilota             | Moto     |    |    |    |   |     |    |     |   |   |     |    |    |    | P.ti |
| ---- | ------------------ | -------- | -- | -- | -- | - | --- | -- | --- | - | - | --- | -- | -- | -- | ---- |
| 1    | Ángel Nieto        | Bultaco  | NE | NE | 3  | 3 | 1   | NE | 1   | 1 | 3 | 2   | NE | NE | NE | 87   |
| 2    | Eugenio Lazzarini  | Kreidler | NE | NE | 2  | 1 | 2   | NE | Rit | 4 | 1 | 3   | NE | NE | NE | 72   |
| 3    | Ricardo Tormo      | Bultaco  | NE | NE | 11 | 2 | 3   | NE | 2   | 2 | 4 | 1   | NE | NE | NE | 69   |
| 4    | Herbert Rittberger | Kreidler | NE | NE | 1  | 4 | 4   | NE | Rit | 3 | 2 | Rit | NE | NE | NE | 53   |
| 5    | Patrick Plisson    | ABF      | NE | NE | 7  | 8 | Rit | NE | 3   | 6 | 7 | Rit | NE | NE | NE | 26   |
| Pos. | Pilota             | Moto     |    |    |    |   |     |    |     |   |   |     |    |    |    | P.ti |

| Legenda                                                                        | 1º posto        | 2º posto        | 3º posto | A punti      | Senza punti        | Grassetto=Pole position Corsivo=Giro più veloce |
| Legenda                                                                        | Gara non valida | Non qualificato | Ritirato | Squalificato | "-" Dato non disp. | Grassetto=Pole position Corsivo=Giro più veloce |
| Fonte dei dati: motogp.com, racingmemo.free.fr, autosport.com, jumpingjack.nl. |                 |                 |          |              |                    |                                                 |

### Classe sidecar
Sorprendentemente, dopo anni di dominio da parte dei piloti tedeschi e svizzeri in testa alla classifica iridata delle motocarrozzette vi fu un equipaggio interamente britannico composto da George O'Dell e dai passeggeri Kenny Arthur-Cliff Holland mentre il pilota iridato in carica Rolf Steinhausen si dovette accontentare del quarto posto.
Classifica equipaggi (prime 5 posizioni)
| Pos. | Pilota                                        | Moto                        |    |     |   |    |    |     |    |     |     |    |    |     |     | P.ti |
| ---- | --------------------------------------------- | --------------------------- | -- | --- | - | -- | -- | --- | -- | --- | --- | -- | -- | --- | --- | ---- |
| 1    | George O'Dell/Kenny Arthur-Cliff Holland      | Windle-Yamaha/Seymaz-Yamaha | NE | 2   | 3 | NE | NE | 2   | NE | Rit | 3   | NE | NE | 3   | 3   | 64   |
| 2    | Rolf Biland/Kenneth Williams                  | Schmid-Yamaha               | NE | 1   | 1 | NE | NE | Rit | NE | 1   | Rit | NE | NE | 4   | 8   | 56   |
| 3    | Werner Schwärzel/Andreas Huber                | ARO-Fath                    | NE | 5   | - | NE | NE | Rit | NE | 3   | 1   | NE | NE | Rit | 1   | 46   |
| 4    | Rolf Steinhausen/Josef Huber-Wolfgang Kalauch | Busch-König/Busch-Yamaha    | NE | Rit | 6 | NE | NE | NQ  | NE | NP  | 2   | NE | NE | 1   | 2   | 44   |
| 5    | Alain Michel/Gérard Lecorre                   | GEP-Yamaha                  | NE | 3   | 7 | NE | NE | 1   | NE | 2   | Rit | NE | NE | Rit | Rit | 41   |
| Pos. | Pilota                                        | Moto                        |    |     |   |    |    |     |    |     |     |    |    |     |     | P.ti |

| Legenda                                                                        | 1º posto        | 2º posto        | 3º posto | A punti      | Senza punti        | Grassetto=Pole position Corsivo=Giro più veloce |
| Legenda                                                                        | Gara non valida | Non qualificato | Ritirato | Squalificato | "-" Dato non disp. | Grassetto=Pole position Corsivo=Giro più veloce |
| Fonte dei dati: motogp.com, racingmemo.free.fr, autosport.com, jumpingjack.nl. |                 |                 |          |              |                    |                                                 |

## Formula 750

### La stagione della Formula 750
La Formula 750, alla prima edizione con validità di campionato mondiale dopo 4 anni di test, venne disputata su 11 prove, alcune disputate in un'unica gara, altre in due manche con somma totale dei tempi.
La prima prova fu antecedente al primo GP della stagione e fu la 200 Miglia di Daytona corsa il 13 marzo (prevista in due manche da 100 miglia ognuna ma di cui si disputò solo la prima a causa delle avverse condizioni atmosferiche), seguita dalla 200 Miglia di Imola il 3 aprile (ricordata negli annali anche per essere stata la prima gara in cui è stata presente la clinica mobile), da prove disputatesi nell'ordine in Spagna (1 sola manche e soli 14 piloti al via), Francia, Gran Bretagna, Austria (con la seconda manche annullata per maltempo), Belgio e Paesi Bassi. In seguito le competizioni si spostarono nel continente nordamericano per due prove disputatesi a Laguna Seca negli Stati Uniti d'America e a Mosport Park in Canada.
La conclusione della stagione avvenne il 25 settembre con l'ultima gara a Hockenheim.
| Data              | Gara                  | Circuito     |
| ----------------- | --------------------- | ------------ |
| 13 marzo 1977     | 200 Miglia di Daytona | Daytona      |
| 3 aprile 1977     | 200 Miglia di Imola   | Imola        |
| 24 aprile 1977    | Spagna                | Jarama       |
| 5 giugno 1977     | Francia               | Digione      |
| 10 luglio 1977    | Gran Bretagna         | Brands Hatch |
| 21 agosto 1977    | Austria               | Salzburgring |
| 28 agosto 1977    | Belgio                | Zolder       |
| 4 settembre 1977  | Paesi Bassi           | Assen        |
| 11 settembre 1977 | USA-California        | Laguna Seca  |
| 18 settembre 1977 | Canada                | Mosport Park |
| 25 settembre 1977 | Germania              | Hockenheim   |

### I risultati
Il titolo della Formula 750 del 1977 fu appannaggio del pilota statunitense Steve Baker in sella ad una Yamaha; per questa vittoria è considerato il primo pilota statunitense ad essersi aggiudicato un titolo iridato del motomondiale.
Da ricordare della stagione è anche che l'ultima prova disputata in Germania vide la vittoria di Giacomo Agostini: fu questa la 123ª e ultima vittoria del campione italiano che al termine dell'anno annunciò il suo ritiro.
Classifica piloti (prime 5 posizioni)
| Pos. | Pilota            | Moto   | Stati Uniti (bandiera) | Italia (bandiera) | Spagna (bandiera) | Francia (bandiera) | Regno Unito (bandiera) | Austria (bandiera) | Belgio (bandiera) | Paesi Bassi (bandiera) | Stati Uniti (bandiera) | Canada (bandiera) | Germania (bandiera) | P.ti |
| ---- | ----------------- | ------ | ---------------------- | ----------------- | ----------------- | ------------------ | ---------------------- | ------------------ | ----------------- | ---------------------- | ---------------------- | ----------------- | ------------------- | ---- |
| 1    | Steve Baker       | Yamaha | 1                      | 2                 | 1                 | 3                  | 1                      | 1                  | 1                 | 2                      | 2                      | 3                 | -                   | 131  |
| 2    | Christian Sarron  | Yamaha | 7                      | 4                 | 2                 | -                  | -                      | 3                  | -                 | 3                      | 8                      | 4                 | -                   | 55   |
| 3    | Giacomo Agostini  | Yamaha | -                      | 3                 |                   | -                  | -                      | 2                  | -                 | 4                      | -                      | -                 | 1                   | 45   |
| 4    | Marco Lucchinelli | Yamaha | -                      | -                 | -                 | 6                  | -                      | 4                  | 2                 | 1                      | -                      | -                 | -                   | 40   |
| 5    | Takazumi Katayama | Yamaha | 3                      | 6                 |                   | -                  | -                      | -                  | 3                 | -                      | -                      | -                 | 2                   | 37   |
| Pos. | Pilota            | Moto   | Stati Uniti (bandiera) | Italia (bandiera) | Spagna (bandiera) | Francia (bandiera) | Regno Unito (bandiera) | Austria (bandiera) | Belgio (bandiera) | Paesi Bassi (bandiera) | Stati Uniti (bandiera) | Canada (bandiera) | Germania (bandiera) | P.ti |

| Legenda | 1º posto        | 2º posto            | 3º posto           | A punti      | Senza punti        | Grassetto – Pole position Corsivo – Giro più veloce |
| Legenda | Gara non valida | Non qual./Non part. | Ritirato/Non class | Squalificato | '-' Dato non disp. | Grassetto – Pole position Corsivo – Giro più veloce |